# 唐澤祥人
唐澤 祥人（からさわ よしひと、旧姓臼井）は医師（内科・小児科・消化器科）、医学博士（日本大学、1977年）、日本医師会会長（第17代）、NPO法人日本防災士機構評議員、元日本会議代表委員。唐澤医院オーナー。

## 略歴
- 1942年4月20日　東京都生まれ
- 1961年　東京都立立川高等学校卒業
- 1968年
  - 3月　千葉大学医学部卒業
  - 4月　同愛記念病院にて研修
  - 8月　医籍登録
- 1969年1月　東京都墨田区立川に唐澤医院開設
- 1974年4月　墨田区医師会理事
- 1977年11月　 医学博士（日本大学）
- 1979年4月　日本大学医学部兼任講師
- 1982年9月　司法保護司
- 1986年4月　墨田区医師会副会長
- 1992年4月　墨田区医師会会長
- 1994年
  - 4月　日本医師会予備代議員
  - 6月　東京都医師会監事
- 1995年4月　東京都医師会理事
- 1996年10月　東京都知事表彰
- 1998年6月　東京都医師会副会長、東京都リハビリテーション病院非常勤副院長
- 2000年
  - 3月　日本医師会代議員
  - 4月　日本医師会監事
- 2003年4月　東京都医師会会長
- 2004年
  - 4月　日本医師会理事
  - 11月　日本医師会最高優功賞
- 2005年7月　厚生労働大臣功績賞（労働安全衛生）
- 2006年4月　日本医師会会長
  - 社会保障国民会議委員
- 2010年4月　日本医師会会長選挙に敗北、会長を退任
  - 代議員の投票結果は、原中勝征（茨城県医師会長）131票、森洋一（京都府医師会長）118票、唐澤107票、そして金丸昌弘（京都府医師会所属）0票。2009年の政権交代で日本医師会は民主党を支持したが、唐澤は自民党寄りであり、野党に転落した自民党の一党支持は表向き撤回していたものの、次期参院選でも同党の西島英利を組織内候補として推薦する方針を堅持した。このことが医師会内部での支持低下につながり、敗北につながったとされている。
- 2015年4月　春の叙勲で旭日大綬章受章[2]